# Махаска (округ)
Маха́ска (англ. Mahaska County) — округ в США, штате Айова. На 2000 год численность населения составляла 22 335 человек. По оценке бюро переписи населения США в 2009 году население округа составляло 22 000 человек. Окружным центром является город Оскалуса.

## История
Округ Махаска был сформирован в 17 февраля 1843 года.

## География
По данными Бюро переписи населения США, площадь округа Махаска составляет 1478 км².

### Основные шоссе
- Шоссе 63
- Автострада 23
- Автострада 92
- Автострада 163
- Автострада 146
- Автострада 149

### Соседние округа
- Джаспер  (северо-запад)
- Пауэшик  (север)
- Киокак  (восток)
- Уапелло  (юго-восток)
- Монро  (юго-запад)
- Марион  (запад)

## Демография
По данным переписи населения 2000 года в округе проживало 22 335 жителей. Среди них 23,8 % составляли дети до 18 лет, 15,5 % люди возрастом более 65 лет. 49,5 % населения составляли женщины.
Национальный состав был следующим: 96,2 % белых, 1,1 % афроамериканцев, 0,3 % представителей коренных народов, 1,4 % азиатов, 1,6 % латиноамериканцев. 1,0 % населения являлись представителями двух или более рас.
Средний доход на душу населения в округе составлял $18232. 12,9 % населения имело доход ниже прожиточного минимума. Средний доход на домохозяйство составлял $46872.
Также 82,6 % взрослого населения имело законченное среднее образование, а 16,5 % имело высшее образование.